# Rally Dakar de 2022
El Rally Dakar de 2022 fue la cuadragésima cuarta edición de la carrera de rally raid más exigente del mundo. Se llevó a cabo desde el 1 hasta el 14 de enero de 2022, y por tercer año consecutivo en Arabia Saudita. Estuvo organizada por Amaury Sport Organisation (ASO)
La carrera comenzó y finalizó en Yeda, atravesó cañones y acantilados  en la Región de Neom, pasó por la costa del Mar Rojo, entró en las dunas rodeando Riad donde fue el día de descanso.
Esta edición dio inicio a un nuevo campeonato mundial en la categoría rally raid y se llamará Campeonato Mundial de Rally Raid. El Rally Dakar 2022 fue la primera prueba puntuable del campeonato.

## Etapas
| 1A    | 1 de enero  | Yeda                    | Ha'il                   | 595 km                  | 19 km                   |                         |                         |                         |
| 1B    | 2 de enero  | Ha'il                   | Ha'il                   | 181 km                  | 333 km                  |                         |                         |                         |
| 2     | 3 de enero  | Ha'il                   | Al-Artawiyah            | 230 km                  | 338 km                  |                         |                         |                         |
| 3     | 4 de enero  | Al-Artawiyah            | Al Qaysumah             | 187 km                  | 368 km                  |                         |                         |                         |
| 4     | 5 de enero  | Al Qaysumah             | Riad                    | 242 km                  | 465 km                  |                         |                         |                         |
| 5     | 6 de enero  | Riad                    | Riad                    | 214 km                  | 346 km                  |                         |                         |                         |
| 6     | 7 de enero  | Riad                    | Riad                    | 216 km                  | 402 km                  |                         |                         |                         |
|       | 8 de enero  | Día de descanso en Riad | Día de descanso en Riad | Día de descanso en Riad | Día de descanso en Riad | Día de descanso en Riad | Día de descanso en Riad | Día de descanso en Riad |
| 7     | 9 de enero  | Riad                    | Al-Dawadimi             | 299 km                  | 402 km                  |                         |                         |                         |
| 8     | 10 de enero | Al-Dawadimi             | Wadi Ad-Dawasir         | 435 km                  | 395 km                  |                         |                         |                         |
| 9     | 11 de enero | Wadi Ad-Dawasir         | Wadi Ad-Dawasir         | 204 km                  | 287 km                  |                         |                         |                         |
| 10    | 12 de enero | Wadi Ad-Dawasir         | Bisha                   | 384 km                  | 375 km                  |                         |                         |                         |
| 11    | 13 de enero | Bisha                   | Bisha                   | 155 km                  | 346 km                  |                         |                         |                         |
| 12    | 14 de enero | Bisha                   | Yeda                    | 516 km                  | 164 km                  |                         |                         |                         |
| Total | Total       | Total                   | Total                   | 3858 km                 | 4240 km                 |                         |                         |                         |

## Participantes
Principales participantes en cada categoría según la página oficial
| 1   | Kevin Benavides              | Bandera de Argentina       | KTM 450 Rally               | Red Bull KTM Factory Racing      |
| 2   | Ricky Brabec                 | Bandera de Estados Unidos  | Honda CRF 450 Rally         | Monster Energy Honda             |
| 3   | Sam Sunderland               | Bandera del Reino Unido    | KTM 450 Rally               | GasGas Factory Racing            |
| 4   | Daniel Sanders               | Bandera de Australia       | KTM 450 Rally               | GasGas Factory Racing            |
| 5   | Skyler Howes                 | Bandera de Estados Unidos  | Husqvarna 450 Rally Factory | Husqvarna Factory Racing         |
| 6   | Aaron Mare                   | Bandera de Sudáfrica       | Hero 450 Rally              | Hero Motorsport Rally Team       |
| 7   | Pablo Quintanilla            | Bandera de Chile           | Honda CRF 450 Rally         | Monster Energy Honda             |
| 10  | Martin Michek                | Bandera de República Checa | KTM 450 Rally               | Orion-Moto Racing Group          |
| 11  | José Ignacio Cornejo Florimo | Bandera de Chile           | Honda CRF 450 Rally         | Monster Energy Honda             |
| 12  | Xavier De Soultrait          | Bandera de Francia         | Husqvarna FR 450 Rally      | HT Rally Raid Husqvarna Racing   |
| 15  | Lorenzo Santolino            | Bandera de España          | Sherco 450 SEF Rally        | Sherco Factory                   |
| 16  | Ross Branch                  | Bandera de Botsuana        | Yamaha WR450F Rally         | Monster Energy Yamaha Rally Team |
| 18  | Toby Price                   | Bandera de Australia       | KTM 450 Rally Factory       | Red Bull KTM Factory Racing      |
| 19  | Rui Gonçalves                | Bandera de Portugal        | Sherco 450 SEF Rally        | Sherco Factory                   |
| 22  | Maciej Giemza                | Bandera de Polonia         | Husqvarna FR 450            | Orlen Team                       |
| 23  | Jan Brabec                   | Bandera de República Checa | KTM 450 Rally               | Strojrent Racing                 |
| 27  | Joaquim Rodrigues            | Bandera de Portugal        | Hero 450 Rally              | Hero Motorsport Team Rally       |
| 29  | Andrew Short                 | Bandera de Estados Unidos  | Yamaha WR450F Rally         | Monster Energy Yamaha Rally Team |
| 30  | Antonio Maio                 | Bandera de Portugal        | Yamaha WR450 Rally          | Franco Sport Yamaha Racing Team  |
| 42  | Adrien Van Beveren           | Bandera de Francia         | Yamaha WR450F               | Monster Energy Yamaha Rally Team |
| 43  | Mason Klein                  | Bandera de Estados Unidos  | KTM 450 Rally               | BAS Dakar KTM Racing Team        |
| 49  | Bradley Cox                  | Bandera de Sudáfrica       | KTM 450 Rally               | BAS Dakar KTM Racing Team        |
| 52  | Matthias Walkner             | Bandera de Austria         | KTM 450 Rally               | Red Bull KTM Factory Racing      |
| 77  | Luciano Benavides            | Bandera de Argentina       | Husqvarna 450 Rally         | Husqvarna Factory Racing         |
| 88  | Joan Barreda Bort            | Bandera de España          | Honda CRF 450 Rally         | Monster Energy Honda             |
| 90  | Danilo Petrucci              | Bandera de Italia          | KTM 450 Rally Factory       | Tech 3 KTM Factory Racing        |
| 142 | Stefan Svitko                | Bandera de Eslovaquia      | KTM 450 Rally Factory       | Slovnaft Rally Team              |
| 158 | Diego Gamaliel Llanos        | Bandera de Argentina       | KTM 450 Rally               | Xraids Experience Team           |

| 170 | Manuel Andújar                  | Bandera de Argentina       | Yamaha YFM 700 R        | 7240 Team                            |
| 171 | Giovanni Enrico                 | Bandera de Chile           | Yamaha Raptor 700       | Enrico Racing Team                   |
| 173 | Pablo Copetti                   | Bandera de Estados Unidos  | Yamaha Raptor           | Del Amo Motorsport/Yamaha Rally Team |
| 174 | Alexandre Giroud                | Bandera de Francia         | Yamaha YFZ 700          | Yamaha Racing-SMX-Drag'on            |
| 175 | Kamil Wisniewski                | Bandera de Polonia         | Yamaha Raptor 700       | Orlen Team                           |
| 176 | Tomas Kubiena                   | Bandera de República Checa | Yamaha YFM 700 R        | Story Racing S.R.O.                  |
| 179 | Laisvydas Kancius               | Bandera de Lituania        | Yamaha YFM 700          | Story Racing S.R.O.                  |
| 180 | Nelson Augusto Sanabria Galeano | Bandera de Paraguay        | Yamaha YFM 700 R SE     | Xraids Experience                    |
| 181 | Sebastien Souday                | Bandera de Francia         | Yamaha Raptor           | Team All Tracks                      |
| 182 | Nicolás Robledo Serna           | Bandera de Colombia        | Can-Am Renegade XXC850  | Equipo Colombia 4x4                  |
| 183 | Marcelo Medeiros                | Bandera de Brasil          | Yamaha YFM700R          | Team Marcelo Medeiros                |
| 185 | Zdenek Tuma                     | Bandera de República Checa | Yamaha RR 700           | Barth Racing Team                    |
| 186 | Carlos Alejandro Verza          | Bandera de Argentina       | Yamaha YFM700 R         | Verza Rally Team                     |
| 187 | Ítalo Pedemonte                 | Bandera de Chile           | Yamaha YFM 700 R SE     | Enrico Racing Team                   |
| 188 | Vincent Padrona                 | Bandera de Francia         | Yamaha 700 Raptor       | Drag'on Rally Team                   |
| 192 | Francisco Moreno                | Bandera de Argentina       | Yamaha Raptor 700       | Drag'on Rally Team                   |
| 193 | Aleksandr Maksimov              |                            | Yamaha YFM 700 R        | Chyr Mari                            |
| 195 | Àlex Feliú                      | Bandera de España          | Can-Am Renegade 1000XXC | Àlex Feliú Competición               |

| Coches | Coches                   | Coches                                | Coches                   | Coches                                | Coches                       | Coches                      |
| N.º    | Piloto                   | País                                  | Navegante                | País                                  | Vehículo                     | Equipo                      |
| ------ | ------------------------ | ------------------------------------- | ------------------------ | ------------------------------------- | ---------------------------- | --------------------------- |
| 200    | Stéphane Peterhansel     | Bandera de Francia                    | Édouard Boulanger        | Bandera de Francia                    | Audi RS Q E-Tron             | Team Audi Sport             |
| 201    | Nasser Al-Attiyah        | Bandera de Catar                      | Matthieu Baumel          | Bandera de Andorra                    | Toyota GK DKR Hilux          | Toyota Gazoo Racing         |
| 202    | Carlos Sainz             | Bandera de España                     | Lucas Cruz               | Bandera de España                     | Audi RS Q E-Tron             | Team Audi Sport             |
| 203    | Jakub Przygonski         | Bandera de Polonia                    | Timo Gotschalk           | Bandera de Alemania                   | Mini John Cooper Works Buggy | X-Raid Mini JCW Team        |
| 204    | Nani Roma                | Bandera de España                     | Alex Haro Bravo          | Bandera de España                     | Prodrive Hunter              | Bahrain Raid Xtreme         |
| 205    | Yazeed Al-Rajhi          | Bandera de Arabia Saudita             | Michael Orr              | Bandera del Reino Unido               | Toyota Hilux Overdrive       | Overdrive Toyota            |
| 206    | Sheikh Khalid Al-Qassimi | Bandera de Emiratos Árabes Unidos     | Dirk Von Zitzewitz       | Bandera de Alemania                   | Peugeot 3008 DKR             | Abu Dhabi Racing            |
| 207    | Giniel De Villiers       | Bandera de Sudáfrica                  | Dennis Murphy            | Bandera de Sudáfrica                  | Toyota GR DKR Hilux          | Toyota Gazoo Racing         |
| 208    | Vladimir Vasilyev        |                                       | Oleg Uperenko            | Bandera de Letonia                    | BMW X5                       | VRT Team                    |
| 209    | Martin Prokop            | Bandera de República Checa            | Viktor Chytka            | Bandera de República Checa            | Ford Raptor RS Cross Country | Benzina Orlen Team          |
| 210    | Cyril Despres            | Bandera de Francia                    | Taye Perry               | Bandera de Alemania                   | Peugeot 3008                 | GPX Racing                  |
| 211    | Sebastien Loeb           | Bandera de Francia                    | Fabian Lurquin           | Bandera de Bélgica                    | Prodrive Hunter              | Bahrain Raid Xtreme         |
| 212    | Mathieu Serradori        | Bandera de Francia                    | Loic Minaudier           | Bandera de Francia                    | Century CR6                  | SRT Racing                  |
| 214    | Christian Lavieille      | Bandera de Francia                    | Johnny Aubert            | Bandera de Francia                    | Optimus MD Rallye            | MD Rallye Sport             |
| 217    | Bernhard Ten Brinke      | Bandera de los Países Bajos           | Sébastien Delaunay       | Bandera de Francia                    | Toyota Hilux Overdrive       | Overdrive Toyota            |
| 218    | Yasir Seaidan            | Bandera de Arabia Saudita             | Alexey Kuzmich           |                                       | Mini John Cooper Works Buggy | X-Raid Mini JCW Team        |
| 219    | Benediktas Vanagas       | Bandera de Lituania                   | Filipe Palmeiro          | Bandera de Portugal                   | Toyota Hilux                 | Toyota Gazoo Racing Baltics |
| 220    | Wei Han                  | Bandera de la República Popular China | Li Ma                    | Bandera de la República Popular China | SMG HW2021                   | Hanwei Motorsport Team      |
| 221    | Orlando Terranova        | Bandera de Argentina                  | Daniel Oliveras Carreras | Bandera de España                     | Prodrive Hunter              | Bahrain Raid Xtreme         |
| 222    | Lucio Álvarez            | Bandera de Argentina                  | Armand Monleón           | Bandera de España                     | Toyota Hilux Overdrive       | Overdrive Toyota            |
| 223    | Sebastián Halpern        | Bandera de Argentina                  | Bernardo Graue           | Bandera de Argentina                  | Mini John Cooper Works Buggy | X-Raid Mini JCW Team        |
| 224    | Mattias Ekstrom          | Bandera de Suecia                     | Emil Bergkvist           | Bandera de Suecia                     | Audi RS Q E-Tron             | Team Audi Sport             |
| 225    | Henk Lategan             | Bandera de Sudáfrica                  | Brett Cummings           | Bandera de Sudáfrica                  | Toyota GR DKR Hilux          | Toyota Gazoo Racing         |
| 226    | Guerlain Chicherit       | Bandera de Francia                    | Alex Winocq              | Bandera de Francia                    | Buggy GKC Thunder            | GKC Motorsport              |
| 229    | Ronan Chabot             | Bandera de Francia                    | Gilles Pillot            | Bandera de Francia                    | Toyota Hilux Overdrive       | Overdrive Toyota            |
| 230    | Brian Baragwanath        | Bandera de Sudáfrica                  | Leonard Cremer           | Bandera de Sudáfrica                  | Century CR6                  | Century Racing              |
| 233    | Shameer Variawa          | Bandera de Sudáfrica                  | Danie Stassen            | Bandera de Sudáfrica                  | Toyota GR DKR Hilux          | Toyota Gazoo Racing         |
| 234    | Vaidotas Zala            | Bandera de Lituania                   | Paulo Fiuza              | Bandera de Portugal                   | Mini John Cooper Works Rally | Teltonika Racing            |
| 235    | Michael Pisano           | Bandera de Francia                    | Max Delfino              | Bandera de Francia                    | Optimus MD Rallye            | MD Rallye Sport             |
| 253    | Pierre Lachaume          | Bandera de Francia                    | Stéphane Duplé           | Bandera de Francia                    | Optimus MD Rallye            | MD Rallye Sport             |
| 250    | Alexandre Leroy          | Bandera de Bélgica                    | Nicolas Delangue         | Bandera de Francia                    | Century CR6                  | SRT Racing                  |
| 253    | Christiaan Visser        | Bandera de Sudáfrica                  | Rodney Burke             | Bandera de Sudáfrica                  | Century CR6                  | Century Racing              |
| 263    | François Cousin          | Bandera de Francia                    | Stéphane Cousin          | Bandera de Francia                    | Optimus MD Rallye            | Compagnie des Dunes         |
| 278    | Marcelo Tiglia Gastaldi  | Bandera de Brasil                     | Cadu Sachs               | Bandera de Brasil                     | Century CR6                  | Century Racing              |

| Prototipos ligeros | Prototipos ligeros         | Prototipos ligeros         | Prototipos ligeros       | Prototipos ligeros          | Prototipos ligeros | Prototipos ligeros                |
| N.º                | Piloto                     | País                       | Navegante                | País                        | Vehículo           | Equipo                            |
| ------------------ | -------------------------- | -------------------------- | ------------------------ | --------------------------- | ------------------ | --------------------------------- |
| 300                | Josef Macháček             | Bandera de República Checa | Pavel Vyoral             | Bandera de República Checa  | Buggy DV21         | Buggyra Zero Mileage Racing       |
| 301                | Cristina Gutiérrez Herrero | Bandera de España          | François Cazalet         | Bandera de Francia          | OT3 - 01           | Red Bull Off-Road Team USA        |
| 302                | Philippe Pinchedez         | Bandera de Francia         | Thomas Gaidella          | Bandera de Francia          | Can - Am T3RR      | Pinch Racing                      |
| 303                | Seth Quintero              | Bandera de Estados Unidos  | Dennis Zenz              | Bandera de Alemania         | OT3 - 02           | Red Bull Off-Road Junior Team USA |
| 304                | Mitchell Guthrie           | Bandera de Estados Unidos  | Ola Floene               | Bandera de Noruega          | OT3 - 03           | Red Bull Off-Road Junior Team USA |
| 305                | Francisco López Contardo   | Bandera de Chile           | Juan Pablo Latrach       | Bandera de Chile            | Can - Am XRS       | EKS - South Racing                |
| 306                | Sebastian Eriksson         | Bandera de Suecia          | Wouter Rosegaard         | Bandera de los Países Bajos | Can - Am Maverick  | EKS - South Racing                |
| 307                | Jean - Luc Pisson          | Bandera de Francia         | Jean Brusy               | Bandera de Francia          | PH Sport Zephyr    | JLT Racing                        |
| 308                | Guillaume De Mevius        | Bandera de Bélgica         | Tom Colsoul              | Bandera de Bélgica          | OT3 - 04           | Red Bull Off-Road Team USA        |
| 309                | Fernando Alvarez           | Bandera de España          | Xavier Panseri           | Bandera de Francia          | Can - Am Maverick  | South Racing Can-Am               |
| 311                | Camelia Liparoti           | Bandera de Italia          | Xavier Blanco            | Bandera de España           | Yamaha YXZ 1000    | Yamaha powered by X-Raid Team     |
| 321                | Annett Fischer             | Bandera de Alemania        | Annie Seel               | Bandera de Suecia           | Yamaha YXZ 1000    | Yamaha powered by X-Raid Team     |
| 325                | Jean-Pascal Besson         | Bandera de Francia         | Patrice Roissac          | Bandera de Francia          | MMP Can - Am       | Rally Raid Concept                |
| 335                | Sebastián Guayasamín       | Bandera de Ecuador         | Ricardo Adrián Torlaschi | Bandera de Argentina        | Can-Am X3          | Sebastian Guayasamín              |
| 337                | Xavier Foj                 | Bandera de España          | Ignacio Santamaría       | Bandera de España           | Oryx T3            | Foj Motorsport                    |
| 341                | Eric Croquelois            | Bandera de Francia         | Hugues Lapouille         | Bandera de Francia          | Can - Am Maverick  | Drag'on Rally Team                |

| SSV | SSV                 | SSV                       | SSV                 | SSV                  | SSV          | SSV                               |
| N.º | Piloto              | País                      | Copiloto            | País                 | Vehículo     | Equipo                            |
| --- | ------------------- | ------------------------- | ------------------- | -------------------- | ------------ | --------------------------------- |
| 401 | Austin Jones        | Bandera de Estados Unidos | Gustavo Gugelmin    | Bandera de Brasil    | Can - Am BRP | Can-Am Factory South Racing       |
| 402 | Aron Domzala        | Bandera de Polonia        | Maciej Marton       | Bandera de Polonia   | Can - Am BRP | Can-Am Factory South Racing       |
| 403 | Michal Goczal       | Bandera de Polonia        | Szymon Gospodarczyk | Bandera de Polonia   | Can - Am BRP | Cobant-Energy Yllandia Rally Team |
| 406 | Sergei Kariakin     |                           | Anton Vlasiuk       |                      | Can - Am BRP | Snag Racing Team                  |
| 408 | Molly Taylor        | Bandera de Australia      | Dale Moscatt        | Bandera de Australia | Can - Am BRP | Can-Am Factory South Racing       |
| 416 | Gerard Farres Guell | Bandera de España         | Diego Ortega Gil    | Bandera de España    | Can - Am BRP | Can-Am Factory South Racing       |
| 446 | David Zille         | Bandera de Argentina      | Sebastian Cesana    | Bandera de Argentina | Can-Am XRS   | South Racing Can-Am               |

| Camiones | Camiones             | Camiones                    | Camiones          | Camiones                    | Camiones             | Camiones                    | Camiones        | Camiones                              |
| N.º      | Piloto               | País                        | Copiloto          | País                        | Mecánico             | País                        | Vehículo        | Equipo                                |
| -------- | -------------------- | --------------------------- | ----------------- | --------------------------- | -------------------- | --------------------------- | --------------- | ------------------------------------- |
| 500      | Dmitry Sotnikov      |                             | Ruslan Akhmadeev  |                             | Ilgiz Akhmetzianov   |                             | Kamaz 43509     | Kamaz Master                          |
| 501      | Anton Shibalov       |                             | Dmitrii Nikitin   |                             | Ivan Tatarinov       |                             | Kamaz 43509     | Kamaz Master                          |
| 503      | Martin Macik         | Bandera de República Checa  | Frantisek Tomasek | Bandera de República Checa  | David Svanda         | Bandera de República Checa  | Iveco Power     | Big Shock Racing                      |
| 504      | Janus Van Casteren   | Bandera de los Países Bajos | Marcel Snijders   | Bandera de los Países Bajos | Darek Rodewald       | Bandera de Polonia          | Iveco Powerstar | Petronas Team De Rooy Iveco           |
| 505      | Eduard Nikolaev      |                             | Evgenii Iakovlev  |                             | Vladimir Rybakov     |                             | Kamaz 43509     | Kamaz Master                          |
| 506      | Martin Van den Brink | Bandera de los Países Bajos | Peter Willemsen   | Bandera de Bélgica          | Bernard Der Kinderen | Bandera de los Países Bajos | Iveco Power     | Mammoet Rallysport Team De Rooy Iveco |
| 508      | Ales Loprais         | Bandera de República Checa  | Peter Pokora      | Bandera de República Checa  | Jaroslav Valtr       | Bandera de República Checa  | Praga V45 DKR   | Instaforex Loprais Praga              |
| 509      | Andrey Karginov      |                             | Andrey Mokeev     |                             | Ivan Malkov          |                             | Kamaz 43509     | Kamaz Master                          |
| 510      | Martin Soltys        | Bandera de República Checa  | Roman Krejci      | Bandera de República Checa  | Jakub Jirinec        | Bandera de República Checa  | Iveco Power     | Big Shock Racing                      |
| 511      | Ignacio Casale       | Bandera de Chile            | Alvaro León       | Bandera de Chile            | Tomas Sikola         | Bandera de República Checa  | Tatra Phoenix   | Tatra Buggyra Racing                  |
| 512      | Teruhito Sugawara    | Bandera de Japón            | Hirozaku Somemiya | Bandera de Japón            | Yuji Mochizuki       | Bandera de Japón            | Hino - 600 HY   | Hino Team Sugawara                    |
| 514      | Tomas Vratny         | Bandera de República Checa  | Jaromir Martinec  | Bandera de República Checa  | Bartlomiej Boba      | Bandera de Polonia          | Ford Cargo      | Fesh Fesh Team                        |
| 515      | Victor Willem Corne  | Bandera de los Países Bajos | Teun Van Dal      | Bandera de los Países Bajos | Randy Smits          | Bandera de los Países Bajos | Iveco Powerstar | Petronas Team De Rooy Iveco           |

| Clásicos | Clásicos                 | Clásicos                  | Clásicos                 | Clásicos           | Clásicos            | Clásicos                  |
| N.º      | Piloto                   | País                      | Navegante                | País               | Vehículo            | Equipo                    |
| -------- | ------------------------ | ------------------------- | ------------------------ | ------------------ | ------------------- | ------------------------- |
| 700      | Marc Douton              | Bandera de Francia        | Jeremy Athimon           | Bandera de Francia | Porsche 911         | NPA Würth Modyf           |
| 701      | Juan Donatiu Losada      | Bandera de España         | Juan Donatiu Cuello      | Bandera de España  | Mitsubishi Montero  | Dongio Racing             |
| 702      | Kilian Revuelta          | Bandera de España         | Mariano De Quadros       | Bandera de España  | Toyota Land Cruiser | Naturhouse                |
| 705      | Amy Lerner               | Bandera de Estados Unidos | Sara Carmen Bossaert     | Bandera de Bélgica | Porsche 911 SC      | A. L. Rally               |
| 706      | Juan Roura Iglesias      | Bandera de España         | Miguel Ángel Valencia    | Bandera de España  | Toyota HDJ80        | Roura Lighting Team       |
| 707      | Herve Cotel              | Bandera de Francia        | Philippe Patenotte       | Bandera de Francia | Buggy               | Cotel                     |
| 708      | Cristophe D'Indy         | Bandera de Francia        | François Xavier Bourgois | Bandera de Francia | Peugeot 504         | Ralliart Off Road Classic |
| 709      | Nicolas Brabeck-Letmathe | Bandera de Austria        | Daniel López-Palao       | Bandera de España  | Mitsubishi Pajero   | Team Casteu Classic       |

## Resultados de etapas

### Coches
| Etapa | Ganador de la etapa                        | Tiempo  | Líder de la general              |
| ----- | ------------------------------------------ | ------- | -------------------------------- |
| 1A    | Nasser Al-Attiyah Mathieu Baumel           | 0:10:56 | Nasser Al-Attiyah Mathieu Baumel |
| 1B    | Nasser al-Attiyah Mathieu Baumel           | 3:30:53 | Nasser Al-Attiyah Mathieu Baumel |
| 2     | Sebastien Loeb Fabian Lurquin              | 3:25:00 | Nasser Al-Attiyah Mathieu Baumel |
| 3     | Carlos Sainz Lucas Cruz                    | 2:26:51 | Nasser Al-Attiyah Mathieu Baumel |
| 4     | Nasser al-Attiyah Mathieu Baumel           | 3:54:40 | Nasser Al-Attiyah Mathieu Baumel |
| 5     | Henk Lategan Brett Cummings                | 3:53:28 | Nasser Al-Attiyah Mathieu Baumel |
| 6     | Orlando Terranova Daniel Oliveras Carreras | 3:06:45 | Nasser Al-Attiyah Mathieu Baumel |
| 7     | Sebastien Loeb Fabian Lurquin              | 3:09:32 | Nasser Al-Attiyah Mathieu Baumel |
| 8     | Mattias Ekstrom Emil Bergkvist             | 3:43:21 | Nasser Al-Attiyah Mathieu Baumel |
| 9     | Giniel De Villiers Dennis Murphy           | 2:23:08 | Nasser Al-Attiyah Mathieu Baumel |
| 10    | Stéphane Peterhansel Édouard Boulanger     | 2:52:43 | Nasser Al-Attiyah Mathieu Baumel |
| 11    | Carlos Sainz Lucas Cruz                    | 3:29:32 | Nasser Al-Attiyah Mathieu Baumel |
| 12    | Henk Lategan Brett Cummings                | 1:35:19 | Nasser Al-Attiyah Mathieu Baumel |

### Motos
| Etapa | Ganador de la etapa          | Tiempo   | Líder de la general |
| ----- | ---------------------------- | -------- | ------------------- |
| 1A    | Daniel Sanders               | 00:55:30 | Daniel Sanders      |
| 1B    | Daniel Sanders               | 4:38:40  | Daniel Sanders      |
| 2     | Joan Barreda Bort            | 3:31:20  | Sam Sunderland      |
| 3     | Joaquim Rodrigues            | 2:34:41  | Sam Sunderland      |
| 4     | Joan Barreda Bort            | 4:07:06  | Sam Sunderland      |
| 5     | Danilo Petrucci              | 3:23:46  | Sam Sunderland      |
| 6     | Daniel Sanders               | 0:51:43  | Sam Sunderland      |
| 7     | José Ignacio Cornejo Florimo | 3:28:46  | Adrien van Beveren  |
| 8     | Sam Sunderland               | 3:48:02  | Sam Sunderland      |
| 9     | José Ignacio Cornejo Florimo | 2:29:30  | Matthias Walkner    |
| 10    | Toby Price                   | 3:05:32  | Adrien Van Beveren  |
| 11    | Kevin Benavides              | 3:30:56  | Sam Sunderland      |
| 12    | Pablo Quintanilla            | 1:40:00  | Sam Sunderland      |

### Quads
| Etapa | Ganador de la etapa | Tiempo  | Líder de la general |
| ----- | ------------------- | ------- | ------------------- |
| 1A    | Manuel Andújar      | 1:10:10 | Manuel Andújar      |
| 1B    | Laisvydas Kancius   | 6:15:37 | Laisvydas Kancius   |
| 2     | Manuel Andújar      | 4:27:51 | Laisvydas Kancius   |
| 3     | Pablo Copetti       | 3:12:48 | Pablo Copetti       |
| 4     | Manuel Andújar      | 5:12:20 | Pablo Copetti       |
| 5     | Alexandre Giroud    | 4:11:47 | Alexandre Giroud    |
| 6     | Aleksandr Maksimov  | 1:10:10 | Alexandre Giroud    |
| 7     | Marcelo Medeiros    | 4:17:18 | Alexandre Giroud    |
| 8     | Alexandre Giroud    | 5:02:08 | Alexandre Giroud    |
| 9     | Pablo Copetti       | 3:18:58 | Alexandre Giroud    |
| 10    | Marcelo Medeiros    | 4:11:04 | Alexandre Giroud    |
| 11    | Marcelo Medeiros    | 4:53:29 | Alexandre Giroud    |
| 12    | Francisco Moreno    | 2:14:13 | Alexandre Giroud    |

### Camiones
| Etapa | Ganador de la etapa                                 | Tiempo  | Líder de la general                                 |
| ----- | --------------------------------------------------- | ------- | --------------------------------------------------- |
| 1A    | Eduard Nikolaev Evgenii Iakovlev Vladimir Rybakov   | 0:13:01 | Eduard Nikolaev Evgenii Iakovlev Vladimir Rybakov   |
| 1B    | Dmitry Sotnikov Ilgiz Akhmetzianov Ruslan Akhmadeev | 4:06:22 | Dmitry Sotnikov Ilgiz Akhmetzianov Ruslan Akhmadeev |
| 2     | Andréi Karguínov Andrei Mokeev Ivan Malkov          | 3:52:07 | Dmitry Sotnikov Ilgiz Akhmetzianov Ruslan Akhmadeev |
| 3     | Dmitry Sotnikov Ilgiz Akhmetzianov Ruslan Akhmadeev | 2:43:25 | Dmitry Sotnikov Ilgiz Akhmetzianov Ruslan Akhmadeev |
| 4     | Eduard Nikolaev Evgenii Iakovlev Vladimir Rybakov   | 4:14:46 | Dmitry Sotnikov Ilgiz Akhmetzianov Ruslan Akhmadeev |
| 5     | Andréi Karguínov Andrei Mokeev Ivan Malkov          | 4:01:02 | Dmitry Sotnikov Ilgiz Akhmetzianov Ruslan Akhmadeev |
| 6     | Andréi Karguínov Andrei Mokeev Ivan Malkov          | 3:16:16 | Dmitry Sotnikov Ilgiz Akhmetzianov Ruslan Akhmadeev |
| 7     | Anton Shibalov Dmitrii Nikitin Ivan Tatarinov       | 3:33:17 | Dmitry Sotnikov Ilgiz Akhmetzianov Ruslan Akhmadeev |
| 8     | Dmitry Sotnikov Ilgiz Akhmetzianov Ruslan Akhmadeev | 3:56:42 | Dmitry Sotnikov Ilgiz Akhmetzianov Ruslan Akhmadeev |
| 9     | Eduard Nikolaev Evgenii Iakovlev Vladimir Rybakov   | 2:38:43 | Dmitry Sotnikov Ilgiz Akhmetzianov Ruslan Akhmadeev |
| 10    | Dmitry Sotnikov Ilgiz Akhmetzianov Ruslan Akhmadeev | 3:14:15 | Dmitry Sotnikov Ilgiz Akhmetzianov Ruslan Akhmadeev |
| 11    | Teruhito Sugawara Hirokazu Somemiya Yuji Mochizuki  | 2:47:40 | Dmitry Sotnikov Ilgiz Akhmetzianov Ruslan Akhmadeev |
| 12    | Dmitry Sotnikov Ilgiz Akhmetzianov Ruslan Akhmadeev | 1:42:41 | Dmitry Sotnikov Ilgiz Akhmetzianov Ruslan Akhmadeev |

### Prototipos ligeros
| Etapa | Ganador de la etapa              | Tiempo  | Líder de la general                         |
| ----- | -------------------------------- | ------- | ------------------------------------------- |
| 1A    | Seth Quintero Dennis Zenz        | 0:13:07 | Seth Quintero Dennis Zenz                   |
| 1B    | Seth Quintero Dennis Zenz        | 4:21:35 | Seth Quintero Dennis Zenz                   |
| 2     | Guillaume de Mevius Kellon Walch | 4:02:24 | Francisco López Contardo Juan Pablo Latrach |
| 3     | Seth Quintero Dennis Zenz        | 2:52:23 | Francisco López Contardo Juan Pablo Latrach |
| 4     | Seth Quintero Dennis Zenz        | 4:25:13 | Francisco López Contardo Juan Pablo Latrach |
| 5     | Seth Quintero Dennis Zenz        | 4:21:10 | Francisco López Contardo Juan Pablo Latrach |
| 6     | Seth Quintero Dennis Zenz        | 3:27:23 | Francisco López Contardo Juan Pablo Latrach |
| 7     | Seth Quintero Dennis Zenz        | 3:45:20 | Francisco López Contardo Juan Pablo Latrach |
| 8     | Seth Quintero Dennis Zenz        | 4:17:14 | Francisco López Contardo Juan Pablo Latrach |
| 9     | Seth Quintero Dennis Zenz        | 2:50:04 | Francisco López Contardo Juan Pablo Latrach |
| 10    | Seth Quintero Dennis Zenz        | 3:22:11 | Francisco López Contardo Juan Pablo Latrach |
| 11    | Seth Quintero Dennis Zenz        | 3:57:53 | Francisco López Contardo Juan Pablo Latrach |
| 12    | Seth Quintero Dennis Zenz        | 1:48:46 | Francisco López Contardo Juan Pablo Latrach |

### SSV
| Etapa | Ganador de la etapa                    | Tiempo   | Líder de la general                    |
| ----- | -------------------------------------- | -------- | -------------------------------------- |
| 1A    | Marek Goczal Lukasz Laskawiec          | 0:13:22  | Marek Goczal Lukasz Laskawiec          |
| 1B    | Aron Domzala Maciej Marton             | 4:37:26  | Aron Domzala Maciej Marton             |
| 2     | Michal Goczal Szymon Gospodarczyk      | 4:10:34  | Austin Jones Gustavo Gugelmin          |
| 3     | Marek Goczal Lukasz Laskawiec          | 2:58:46  | Austin Jones Gustavo Gugelmin          |
| 4     | Rodrigo Luppi de Oliveira Maykel Justo | 4:44:05  | Austin Jones Gustavo Gugelmin          |
| 5     | Rodrigo Luppi de Oliveira Maykel Justo | 4:33:12  | Rodrigo Luppi de Oliveira Maykel Justo |
| 6     | Marek Goczal Lukasz Laskawiec          | 3:39:24  | Rodrigo Luppi de Oliveira Maykel Justo |
| 7     | Gerard Farrés Güell Diego Ortega Gil   | 4:01:38  | Austin Jones Gustavo Gugelmin          |
| 8     | Marek Goczal Lukasz Laskawiec          | 4:36:14  | Austin Jones Gustavo Gugelmin          |
| 9     | Marek Goczal Lukasz Laskawiec          | 3:00:52  | Austin Jones Gustavo Gugelmin          |
| 10    | Rokas Baciuška Oriol Mena              | 3:36:55  | Austin Jones Gustavo Gugelmin          |
| 11    | Marek Goczal Lukasz Laskawiec          | 4:13:12  | Gerard Farrés Güell Diego Ortega Gil   |
| 12    | Rokas Baciuška Oriol Mena              | 01:51:15 | Austin Jones Gustavo Gugelmin          |

### Clásicos
| Etapa | Ganador de la etapa                   | Puntos                     | Líder de la general                   |
| ----- | ------------------------------------- | -------------------------- | ------------------------------------- |
| 1A    | Yannick Panagiotis Valérie Panagiotis | 10                         | Yannick Panagiotis Valérie Panagiotis |
| 1B    | Xavier Piña Sergi Giralt              | 19                         | Xavier Piña Sergi Giralt              |
| 2     | Cancelado por inundaciones            | Cancelado por inundaciones | Xavier Piña Sergi Giralt              |
| 3     | Kilian Revuelta Mariano de Quadros    | 57                         | Jean-Michel Gayte Maxime Vial         |
| 4     | Jesús Foster Juan Carlos Ramírez      | 12                         | Jean-Michel Gayte Maxime Vial         |
| 5     | Xavier Piña Sergi Giralt              | 6                          | Jesús Foster Juan Carlos Ramírez      |
| 6     | Serge Mogno Florent Drulhon           | 15                         | Jesús Foster Juan Carlos Ramírez      |
| 7     | Xavier Piña Sergi Giralt              | 32                         | Serge Mogno Florent Drulhon           |
| 8     | Jesús Foster Juan Carlos Ramírez      | 24                         | Serge Mogno Florent Drulhon           |
| 9     | Marc Douton Jeremy Atimon             | 16                         | Serge Mogno Florent Drulhon           |
| 10    | Xavier Piña Sergi Giralt              | 29                         | Serge Mogno Florent Drulhon           |
| 11    | Jérôme Galpin Anne Galpin             | 3                          | Serge Mogno Florent Drulhon           |
| 12    | Juan Roura Miguel Ángel Valencia      | 13                         | Serge Mogno Florent Drulhon           |

## Clasificación general

### Motos
| Pos. | Piloto                       | Marca               | Tiempo   | Diferencia |
| ---- | ---------------------------- | ------------------- | -------- | ---------- |
| 1    | Sam Sunderland               | Gas Gas 450         | 38:47:30 | -----      |
| 2    | Pablo Quintanilla            | Honda CRF 450 Rally | 38:50:57 | + 0:03:27  |
| 3    | Matthias Walkner             | KTM 450 Rally       | 38:54:17 | + 0:06:47  |
| 4    | Adrien Van Beveren           | Yamaha WRF 450 F    | 39:06:11 | + 0:18:41  |
| 5    | Joan Barreda Bort            | Honda CRF 450 Rally | 39:12:12 | + 0:25:42  |
| 6    | José Ignacio Cornejo Florimo | Honda CRF 450 Rally | 39:25:36 | + 0:38:06  |
| 7    | Ricky Brabec                 | Honda CRF 450 Rally | 39:33:34 | + 0:46:04  |
| 8    | Andrew Short                 | Yamaha WRF 450 F    | 39:33:38 | + 0:46:08  |
| 9    | Mason Klein                  | KTM 450 Rally       | 39:36:37 | + 0:49:07  |
| 10   | Toby Price                   | KTM 450 Rally       | 39:36:50 | + 0:49:20  |

### Quads
| Pos. | Piloto                 | Marca                  | Tiempo    | Diferencia |
| ---- | ---------------------- | ---------------------- | --------- | ---------- |
| 1    | Alexandre Giroud       | Yamaha YFZ 700         | 50:00:51  | -----      |
| 2    | Francisco Moreno       | Yamaha Raptor 700      | 52:22:02  | + 2:21:11  |
| 3    | Kamil Wisniewski       | Yamaha Raptor 700      | 52:28:16  | + 2:27:25  |
| 4    | Zdenek Tuma            | Yamaha RR 700          | 58:09:38  | + 8:08:47  |
| 5    | Carlos Alejandro Verza | Yamaha YFM 700R        | 69:44:03  | + 19:43:12 |
| 6    | Marcelo Medeiros       | Yamaha YFM 700R        | 72:05:56  | + 22:05:05 |
| 7    | Nicolás Robledo Serna  | Can-Am Renegade XXC850 | 100:26:41 | + 50:25:50 |

### Coches
| Pos. | Piloto             | Marca                        | Tiempo   | Diferencia |
| ---- | ------------------ | ---------------------------- | -------- | ---------- |
| 1    | Nasser Al-Attiyah  | Toyota GR DKR Hilux          | 38:33:03 | -----      |
| 2    | Sebastien Loeb     | Prodrive Hunter              | 39:00:49 | + 0:27:46  |
| 3    | Yazeed Al-Rajhi    | Toyota Hilux Overdrive       | 39:34:16 | + 1:01:13  |
| 4    | Orlando Terranova  | Prodrive Hunter              | 40:00:26 | + 1:27:23  |
| 5    | Giniel De Villiers | Toyota GK DKR Hilux          | 40:14:51 | + 1:41:48  |
| 6    | Jakub Przygonski   | Mini John Cooper Works Buggy | 40:26:09 | + 1:53:06  |
| 7    | Mathieu Serradori  | Century CR6                  | 41:05:08 | + 2:32:05  |
| 8    | Sebastian Halpern  | Mini John Cooper Works Buggy | 41:11:29 | + 2:38:26  |
| 9    | Mattias Ekstrom    | Audi RS Q E-Tron             | 41:15:14 | + 2:42:11  |
| 10   | Vaidotas Zala      | Mini John Cooper Works Rally | 42:04:58 | + 3:31:55  |

### Prototipos Ligeros
| Pos. | Piloto                   | Marca              | Tiempo   | Diferencia  |
| ---- | ------------------------ | ------------------ | -------- | ----------- |
| 1    | Francisco López Contardo | Can-Am XRS         | 45:50:51 | -----       |
| 2    | Sebastian Eriksson       | Can-Am Maverick X3 | 46:42:19 | + 0:51:28   |
| 3    | Cristina Gutiérrez       | OT3-01             | 50:25:34 | + 4:34:43   |
| 4    | Santiago Navarro         | Can-Am Maverick X3 | 51:02:26 | + 5:11:35   |
| 5    | Pavel Lebedev            | Can-Am Maverick    | 51:43:05 | + 4 5:52:14 |
| 6    | Camelia Liparoti         | Yamaha YZX1000R    | 54:17:02 | + 8:26:11   |
| 7    | Thomas Bell              | Can-Am Maverick X3 | 54:25:52 | + 8:35:01   |
| 8    | Dania Akeel              | Can-Am Maverick X3 | 55:50:58 | + 10:00:07  |
| 9    | Serge Gounon             | Can-Am XRS         | 56:50:09 | + 10:59:18  |
| 10   | Lionel Costes            | PH Sport Zephyr    | 57:24:01 | + 11:33:10  |

### SSV
| Pos. | Piloto                    | Marca                   | Tiempo   | Diferencia |
| ---- | ------------------------- | ----------------------- | -------- | ---------- |
| 1    | Austin Jones              | BRP Can-Am Maverick XRS | 47:22:50 | -----      |
| 2    | Gerard Farrés Güell       | BRP Can-Am Maverick XRS | 47:25:27 | + 0:02:37  |
| 3    | Rokas Baciuška            | BRP Can-Am Maverick XRS | 47:38:08 | + 0:15:18  |
| 4    | Marek Goczal              | BRP Can-Am Maverick XRS | 47:39:11 | + 0:16:21  |
| 5    | Michal Goczal             | BRP Can-Am Maverick XRS | 47:51:18 | + 0:28:28  |
| 6    | Rodrigo Luppi de Oliveira | BRP Can-Am Maverick XRS | 48:18:34 | + 0:55:44  |
| 7    | Luis Portela Morais       | BRP Can-Am Maverick XRS | 50:43:19 | + 3:20:29  |
| 8    | Eric Abel                 | BRP Can-Am Maverick XRS | 52:45:36 | + 5:22:46  |
| 9    | Joan Lascorz              | BRP Can-Am Maverick XRS | 53:20:49 | + 5:57:59  |
| 10   | David Zille               | BRP Can-Am Maverick XRS | 53:38:45 | + 6:15:55  |

### Camiones
| Pos. | Piloto                          | Marca                  | Tiempo   | Diferencia |
| ---- | ------------------------------- | ---------------------- | -------- | ---------- |
| 1    | Dmitry Sotnikov                 | Kamaz 43509            | 35:58:08 | -----      |
| 2    | Eduard Nikolaev                 | Kamaz 43509            | 36:08:26 | + 0:10:18  |
| 3    | Anton Shibalov                  | Kamaz 43509            | 36:42:35 | + 0:44:27  |
| 4    | Andrey Karginov                 | Kamaz 43509            | 37:47:27 | + 1:49:19  |
| 5    | Janus Van Kasteren              | Iveco PowerStar        | 36:31:27 | + 2:33:19  |
| 6    | Martin Van den Brink            | Iveco PowerStar        | 39:05:01 | + 3:06:53  |
| 7    | Victor Willem Corne Versteijnen | Iveco PowerStar        | 40:14:42 | + 4:16:34  |
| 8    | Martin Macik                    | Iveco PowerStar        | 40:31:45 | + 4:33:37  |
| 9    | Richard De Groot                | Iveco Magirus 4x4 DRNL | 41:34:57 | + 5:36:49  |
| 10   | Vaidotas Paskevicius            | Iveco Magirus 4x4 DRNL | 41:56:08 | + 5:58:00  |